# آی‌دی‌او
آی‌دی‌او (ترکی استانبولی: İstanbul Deniz Otobüsleri) شرکت کشتیرانی مستقر در ترکیه است، که در سال ۱۹۸۷ تأسیس شد.